# Departamento Libertad
Libertad es un departamento en la provincia del Chaco, Argentina.
El departamento tiene 1088 km²; y su población era de 10 822 hab.: "Censo 2001 INDEC"
Según estimaciones del INDEC en 2005 tenía 10 942 hab.